# 전태일열사 정신계승 전국노동자대회
전태일열사 정신계승 전국노동자대회(全泰壹烈士精神繼承全國勞動者大會), 약칭 전노대(全勞大)는 대한민국 노동계에서 매년 전태일 기일인 11월 13일 전후로 개최하는 대형 집회다.

## 역대 전노대
1. 1988년 11월 13일: 민주노조 설립운동 맥락에서 연세대학교에서 개최. 지역업종별노동조합전국회의를 결성, 전국노동조합협의회 건설을 과제로 천명.[1]
2. 1989년: 서울대학교에서 개최. 경찰과 대치.[1]
3. 1990년: "민주노조 총단결" 과제 구체화.[1]
4. 1991년 11월 11일: 전국노동자공동대책위원회에서 주최, 한강시민공원에서 개최. 노동법개정투쟁.[1]
5. 1993년 10월 30일: 전국노동조합대표자회 주최. 고려대학교에서 효창운동장까지 행진. 단결권 보장, 근로자파견법, 공공자금관리기금법 중단, 월차휴가 폐지철회, 해고자 수배자 구속자 원상회복 요구[1]
6. 1994년: 민주노총준비위원회 출범.[1]
7. 1995년: 전국민주노동조합총연맹 창립 선포.[1]
8. 1996년 11월 10일
9. 1997년 11월 9일: 여의도에서 개최.
10. 1998년 11월 15일: 생존권사수 및 총체적 개혁촉구 전국노동자대회
11. 1999년 11월
12. 2000년 11월 12일 대학로에서 개최.
13. 2001년 11월 11일 여의도공원에서 개최.
14. 2002년 11월 10일 대학로에서 개최.
15. 2003년 11월 9일 서울시청앞 개최.
16. 2004년 11월 14일 광화문에서 개최.
17. 2005년 11월 13일 광화문에서 개최.
18. 2006년 11월 13일 개최.
19. 2007년 11월 11일 개최.
20. 2008년 11월 9일 개최.
21. 2009년 11월 8일 개최.
22. 2010년 11월 7일 개최.
23. 2011년 11월 13일 개최.
24. 2012년 11월 11일 개최.
25. 2013년 11월 10일 개최.
26. 2014년 11월 9일 개최.
27. 2015년 11월 14일: 제1차 민중총궐기.
28. 2016년 11월 12일: 제6차 민중총궐기.
29. 2017년 11월 12일 서울광장에서 개최.
30. 2018년 11월 10일 광화문에서 개최.
31. 2019년 11월 9일 여의도에서 개최.
32. 2020년 11월 14일 여의도에서 개최.
33. 2021년 11월 13일 동대문에서 개최.